# Den grimme ælling (Der var engang...)
 For alternative betydninger, se Den grimme ælling (flertydig). (Se også artikler, som begynder med Den grimme ælling)
Den grimme ælling er en tegnefilm i serien Der var engang... (eng. titel The Fairytaler), der blev udsendt i forbindelse med H.C. Andersens 200 års fødselsdag i 2005.
Danske Stemmer:
- H.C. Andersen Henrik Koefoed
- Den grimme ælling Henrik Lykkegaard
- Andemor Ellen Hillingsø
- Ældre and Birthe Neumann
- Kat Ann Hjort
- Den grimme ælling, som barn Andreas Jessen
- Pigeælling Amanda Brunchmann
- Drengeælling Daniel Vognstrup
- Kone Vigga Bro
- Hankat Thomas Mørk
- Høne Mette Marckmann
- Hanesvane Timm Mehrens
- Hunsvane Pauline Rehne
- Hane Torben Zeller

Øvrige stemmer:
- Kaya Brüel
- Nikolaj Kopernikus
- Mette Marckmann
- Birgitte Raaberg
- Lars Thiesgaard
- Michael Elo
- Thure Lindhardt
- Kirsten Olesen
- Søren Spanning
- Tammi Øst

Bagom:
- Instruktør: Jørgen Lerdam
- Original musik af: Gregory Magee
- Hovedforfatter: Gareth Williams
- Manuskriptredaktører: Linda O' Sullivan, Cecilie Olrik
- Oversættelse: Jakob Eriksen
- Lydstudie: Nordisk Film Audio
- Stemmeinstruktør: Steffen Addington
- Animation produceret af: A. Film A/S
- Animationsstudie: Wang Film Production

En co-produktion mellem
Egmont Imagination, A. Film & Magma Film
I samarbejde med:
Super RTL & DR TV